# 1998 ve sportu
Toto je přehled sportovních událostí konaných v roce 1998.

## Automobilový sport
Formulové závody:
- CART –  Alessandro Zanardi
- Formule 1 –  Mika Häkkinen
- Formule 3000 –  Juan Pablo Montoya

## Cyklistika
- Giro d'Italia – Marco Pantani
- Tour de France – Marco Pantani
- Mistrovství světa – Oskar Camenzind

## Florbal
- Mistrovství světa ve florbale mužů 1998 –  Švédsko
- European Cup 1998 – Muži:  Warbergs IC-85, Ženy:  Högdalens AIS
- 1. florbalová liga mužů 1997/1998 – Tatran Střešovice
- 1. florbalová liga žen 1997/1998 – Tatran Střešovice

## Sportovní lezení

### Svět
- 10. Světový pohár ve sportovním lezení 1998
- 5. Mistrovství světa juniorů ve sportovním lezení 1998

### Evropa
- 3. Mistrovství Evropy ve sportovním lezení 1998
- 3. Evropský pohár juniorů ve sportovním lezení 1998

## Tenis
- Grand Slam výsledky mužů:
  1. Australian Open – Petr Korda
  2. French Open – Carlos Moyà
  3. Wimbledon – Pete Sampras
  4. US Open – Patrick Rafter

- Grand Slam výsledky žen:
  1. Australian Open – Martina Hingisová
  2. French Open – Arantxa Sánchezová Vicariová
  3. Wimbledon – Jana Novotná
  4. US Open – Lindsay Davenportová

- Davis Cup: Švédsko–Itálie 4:1